# ヴィエンチャンセンター
ヴィエンチャンセンター（英語: Vientiane Center、ラーオ語: ວຽງຈັນເຊັນເຕີ、中国語: 万象中心）はラオスのヴィエンチャン都に位置するショッピングモールの1つ。4階建て、商業面積36,673平米、床面積120,000平米（地上90,000平米、地下30,000平米）、902台の駐車施設を備える。3フェーズからなる複合施設開発事業の一事業である。2015年3月28日に第1フェーズとしてショッピングモールが開業した。

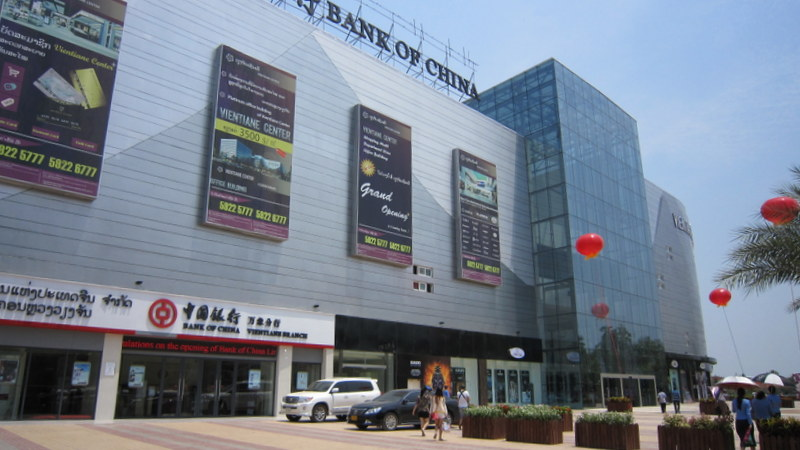
外観（中国銀行側）

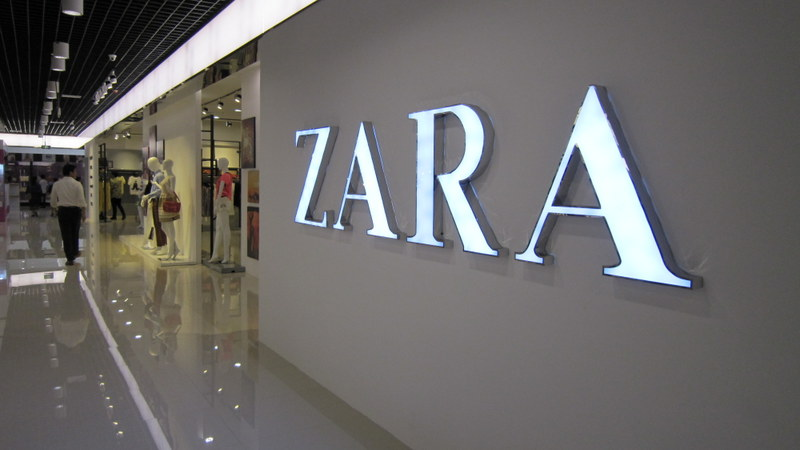
店内の様子

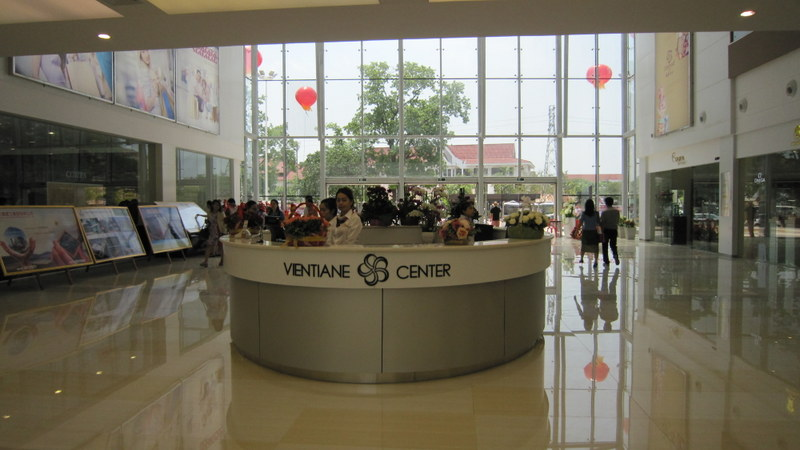
レセプションブース

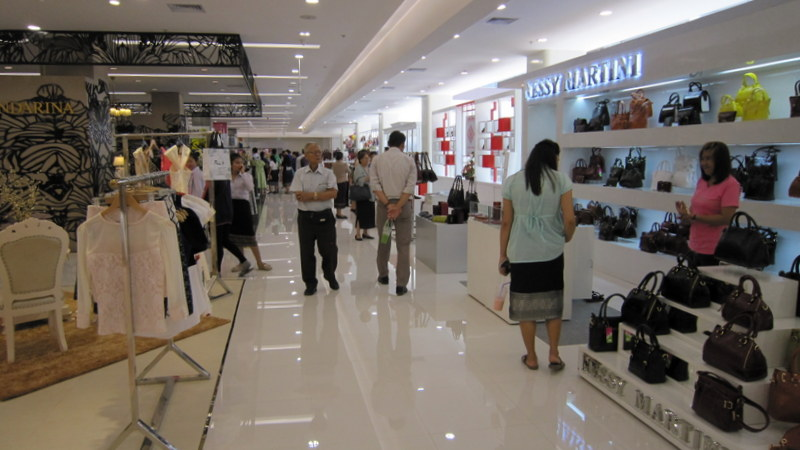
女性物売り場

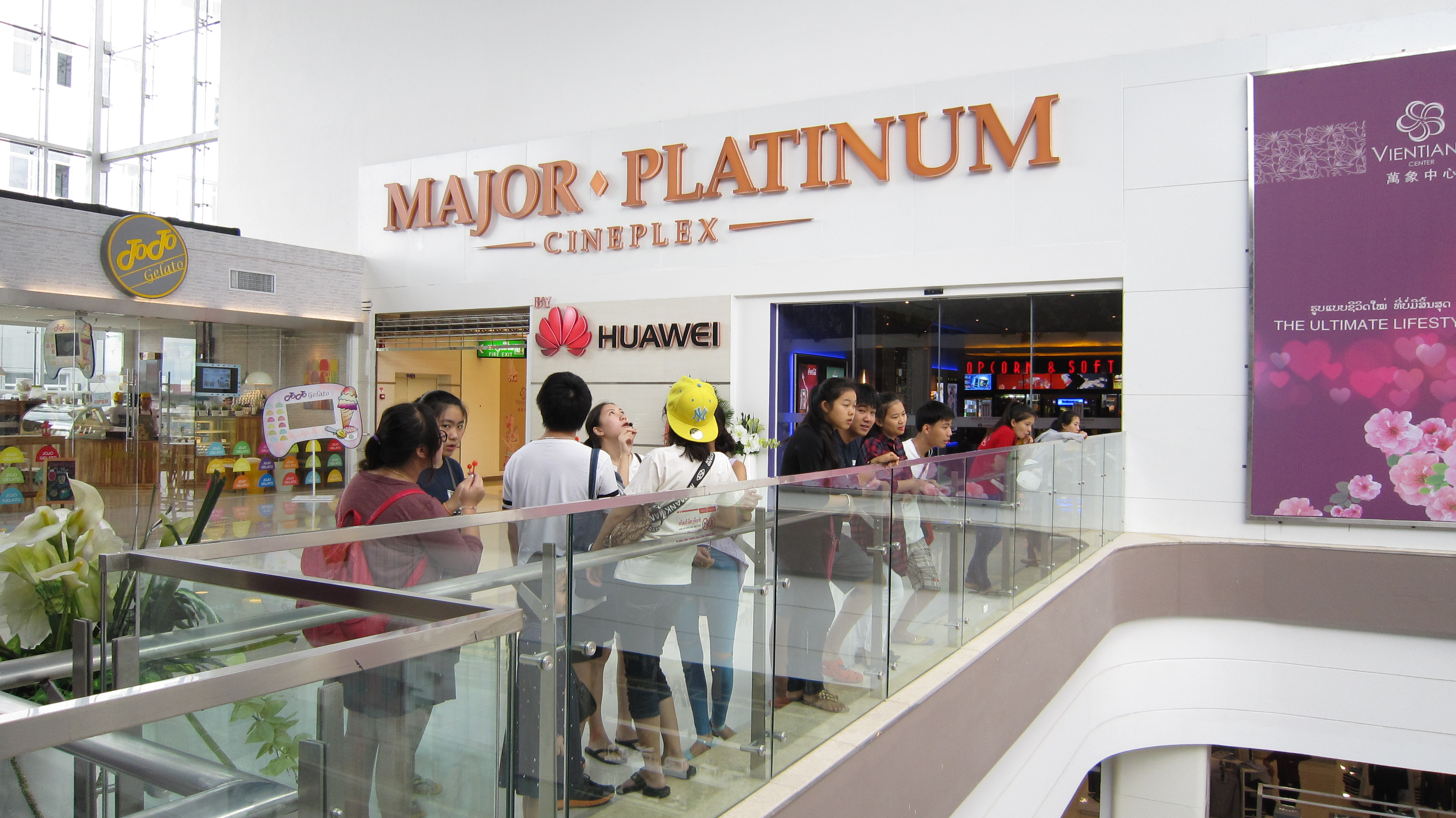
映画館

## 開発
開発は、雲南省海外投資有限会社（英語: Yunnan Provincial overseas Investment Co.,Ltd 、ラーオ語: ກຸ່ມບໍລິສັດວິສະວະກຳກໍ່ສ້າງ-ລົງທຶນຕ່າງປະເທດແຂວງ ຢູນນານ ຈຳກັດ、中国語: 云南省海外投资有限公司）が60%、クリタポングループ（英語: Krittapong Group、ラーオ語: ກຣິດຕະພົງ ກຣຸບ、中国語: 吉达蓬集团）が40%の合資により資本金9000万ドル、総投資額12億ドルでノンチャン北部総合商業経済センター開発社（英語: North Nongchan Complex Development Company、ラーオ語: ບໍລິສັດ ພັດທະນາສູນເສດຖະກິດການຄ້າຄົບວົງຈອນໜອງຈັນຕອນເໜືອ ຈຳກັດ、中国語: 北隆赞湖综合开发有限公司）を設立してヴィエンチャンセンタープロジェクト（英語: Vientiane Center Project、ラーオ語: ພັດທະນາສູນເສດຖະກິດການຄ້າຄົບວົງຈອນໜອງຈັນຕອນເໜືອ、中国語: 老挝万象国际商业旅游中心项目）として実施されているものである。
- 本ヴィエンチャンセンターはその第1期工事にあたる。設計はシンガポールのBangcheg社により行われた[4]。

- 本プロジェクトは5.3haの土地を3フェーズに分けて開発を行うもので、第1フェーズとして4階建てショッピングモール(ヴィエンチャンセンター）と9階建てオフィスビル建設、第2フェーズとして22階建て5星ホテル、第3フェーズとしてコンドミニアムを建設するもの。総開発費は12億ドルとされる[5]。

## 進捗
- 2010年9月29日ヴィエンチャン都との間で5.3ha、50年間のコンセッション契約を締結
- 2014年3月31日雲南省長李紀恒が出席して起工式を実施
- 2015年3月28日オープン
- 2015年8月19日映画館のMajor Platinum Cineplexがオープン。同施設は5シアターで構成され、うち3D用は1シアター。営業時間は10時から23時半まで[6]。

## リンク
- クリタポングループ
- 云南省海外投资有限公司
- Major Platinum Cineplex
- VIENTIANE CENTER

座標: 北緯17度57分44秒 東経102度37分03秒 / 北緯17.96222度 東経102.61750度